# Estación Central de Ferrocarriles (La Habana)
La Estación Central de La Habana es la principal terminal ferroviaria de La Habana, y de toda Cuba. Es el centro del sistema ferroviario del país. Desde 1983 es considerada como un Monumento Nacional, por sus grandes valores arquitectónicos e históricos. En su interior están radicadas varias empresas cubanas del sector ferroviario.

## Diseño
El edificio de estilo ecléctico posee cuatro plantas y un entresuelo, en su fachada principal, por la calle Egido, se destacan dos elevadas torres que llevan representados los escudos de Cuba y La Habana, respectivamente.
El arquitecto principal de la obra fue el norteamericano Kenneth McKenzie Murchison, quien se inspiró en un estilo decorativo plateresco español, el que se puede apreciarse muy bien en los elementos de  los escudos y las conchas de la fachada.
Sus sistemas de vías elevadas cuentan con casi un kilómetro de extensión y sus patios de pasaje y carga, tienen un área de l4 000 metros cuadrados.

## Historia
La Estación Ferroviaria de Villanueva, la primera de La Habana, había superado su capacidad para el año 1910, debido al creciente desarrollo urbano y poblacional de la ciudad, además de que su lugar de emplazamiento entorpecía el tráfico vehicular ya creciente en el Paseo del Prado.
El 20 de julio de 1910, el Congreso autorizaba al presidente a canjear los terrenos particulares de Villanueva por los del Arsenal que pertenecían al tesoro público, para construir en estos últimos la nueva estación de trenes.
Esta transacción causó acalorados debates en el seno de la comunidad política y en general en toda la población de la urbe, debido a que el valor de los terrenos del Arsenal, superaba en más de un millón de dólares a los de Villanueva, por lo que no se sabía a donde iría a parar esa suma.
El debate desatado fue tal que condujo a que el general del Ejército Libertador, Silverio Sánchez Figueras, representante a la Cámara, denunciara el canje como un negocio sucio, acción que es rebatida por el también diputado coronel Severo Moleón Guerra, que al final llevó a un duelo a tiros en el que falleció Moleón.
Dos años más tarde, el 30 de noviembre de 1912, se inauguraba en los terrenos del arsenal la nueva Estación Central.

## Servicio

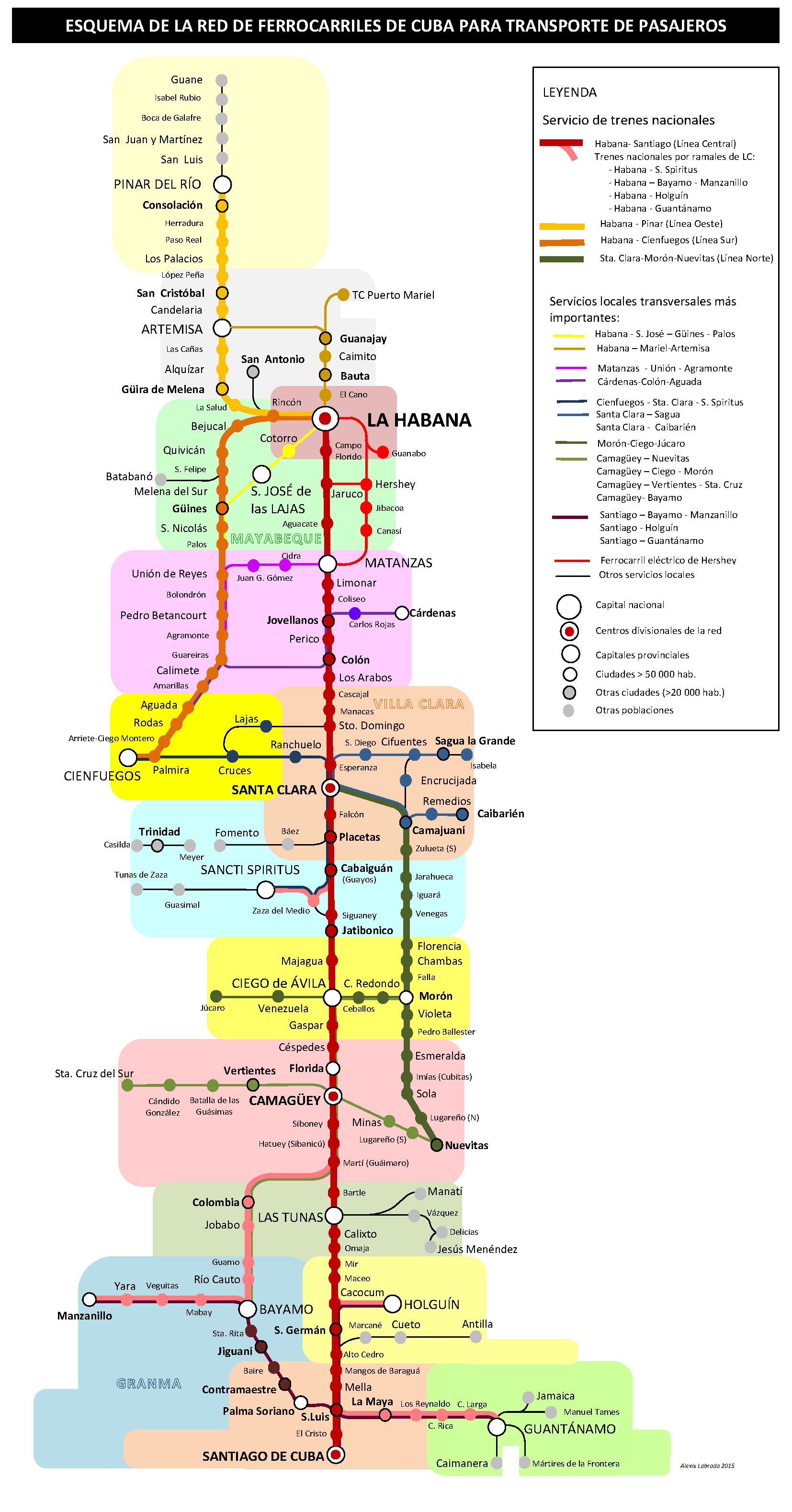
Servicios ferroviarios que sirven a la estación Central de La Habana

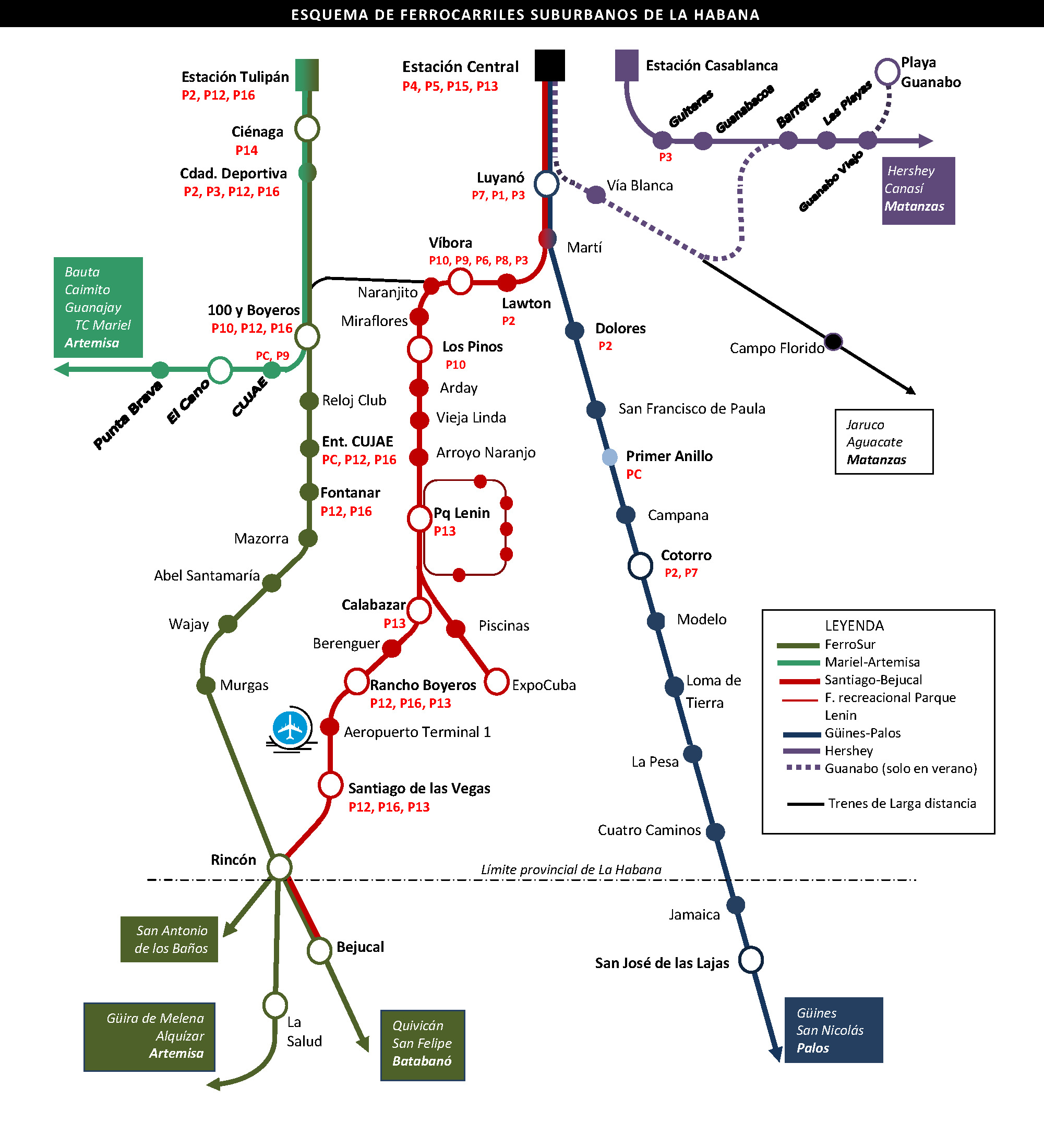
Esquema de la red de ferrocarril suburbano de transporte público en La Habana.

### Trenes de Larga Distancia
De la Estación Central parten los trenes de pasajeros de larga distancia por el Ferrocarril Central hasta Guantánamo, Santiago de Cuba, Holguín. Manzanillo, Morón y Sancti Spíritus. Por el Ferrocarril del Sur hasta Cienfuegos y por el Ferrocarril del Oeste hasta Pinar del Río.

### Trenes de cercanías
También sirve la red suburbana de La Habana, junto con la estación aledaña de "La Coubre"
Destinos suburbanos: 
1. Cotorro-San José de las Lajas-Güines-Palos
2. Calabazar-Santiago de las Vegas-Bejucal
3. ExpoCuba (Centro de Exposiciones y Ferias Comerciales en las afueras de la capital)
4. Playa de Guanabo (solo en los meses de verano, julio y agosto)

## Galería
|                              |
| Estación Central, circa 1920 |

|                                     |
| La fachada principal de la estación |

|                               |
| Sala de espera de la estación |

|                                                   |
| La bandera de Cuba dentro del vestíbulo principal |